# Grupo Logístico Suardíaz
Grupo Logístico Suardíaz, también conocido como Grupo Suardíaz, es un grupo de empresas español de servicios logísticos.

## Historia
El origen del grupo empresarial se encuentra en la empresa Vapores Suardiaz, fundada por Antonio Suardiaz Valdés (Villaviciosa, 1868-Bilbao, 1939), quien encargó el primer barco de acero en Asturias, conocido como el vapor "Antonio López", primera construcción realizada en el astillero Juliana Constructora Gijonesa. El primer buque que explotó, denominado "El Comercio", hacía navegación de cabotaje con carbón retornando a Gijón con cargamentos de pinos para las apeas de las minas. Posteriormente coincidiendo con una gran crisis que asoló la región en 1929, Antonio Suardiaz se comprometió a la construcción de varios pequeños buques: "Sancho Panza", "Zuluaga", "Capricho", "Cervantes", "Don Quijote", "Melchuca", "Goya", etc.
Al fallecimiento de Antonio Suardiaz, el negocio le sería cedido a su hermana Cristina Suardiaz Valdés, casada con Juan Riva Díaz. Dos de los seis hijos de este matrimonio, José y Rafael Riva Suardiaz, se harían cargo de la empresa en 1943. Comenzó la apertura de oficinas en los principales puertos españoles y la expansión del negocio. Málaga, Tenerife, Barcelona y Sevilla se abrieron gracias a la adjudicación de los contratos del aceite, convocados por la Comisaria de Abastecimientos y Trasportes. Desde sus inicios, la empresa estuvo dotada de una flota propia, primero dedicada a buques costeros, y más tarde, a buques de mayor porte. Fue la empresa pionera de España en la introducción de la carga rodada, dando servicio al sector del automóvil, con mención especial a las líneas marítimas entre Vigo y Saint-Nazaire que derivaron en la primera Autopista del Mar aprobada por Bruselas. Algunos de sus primeros buques fueron el “Rivanalón”, “Rivagijón”, “Rivamahón” y “Rivanervión”.
Igualmente, el Grupo inició el servicio ferroviario con la adquisición de Pecovasa, que se vendería posteriormente a Renfe Mercancías. 
En los años 1980 adquiere Cruceros del Puerto de Barcelona, la terminal de cruceros de Barcelona, el buque petrolero "Livia", y se desarrolla el transporte multimodal. En 2022 se asoció con el grupo portuario británico Peel Ports para desarrollar una nueva ruta entre Vigo y el Puerto de Liverpool para Stellantis. En 2023 crea la división offshore wind para proporcionar soluciones logísticas ad hoc llave en mano para parques eólicos marinos.

## Filiales
- SUARDIAZ Shipping Lines
- SUARDIAZ Energy
- SUARDIAZ Logistics
- SUARDIAZ Rail
- SUARDIAZ SLISA
- SUARDIAZ TET
- SUARDIAZ Tenertrans
- TPC
- Somaloir
- MONTUBE
- KLEOS Risk Solutions

## Empresas participadas
- SN Shipbrokers
- Autoterminal
- DDR VESSELS XXI